# バッファ
情報処理機器におけるバッファ・緩衝（域）（英: buffer）とは、記憶単位間のデータ転送において一時的にデータを記憶することを指す。2つの記憶単位が同期されていなかったり、それぞれの処理速度が異なる場合によく用いる。

## 概説
緩衝器としては機械的な仕組みとして構造物で前後の物理的干渉を断ち切って前後関係による悪影響を防止する目的であったが、電気や電子分野などの発展によってこれらの分野でも「緩衝」は転用され、これらの分野では吸収による緩衝に替わり、前後の相互干渉による悪影響を隔離することや時間的差違を補正する遅延や一時記憶など整合を図り矛盾を解決する機能や手段となっており、これらを緩衝と呼んでいる。

## 名称
機械や装置などの機構部分を成し使用される場合は「バッファー」と呼ぶ場合が多いが英語の綴りは同じである。語尾に長音符号を付けないとする慣例もあり、電気的な緩衝での用法の場合は長音符号を付けない表記が多い。本記事では電気・電子装置での用法について記述し、他の用法や分野は曖昧さ回避である「バッファー」を参照のこと。

## 電子装置での時間的な緩衝回路
デジタル機器での補助記憶装置などの入出力装置と、CPU・制御装置などの内部処理装置との間で信号をやり取りする際に、入出力と処理との間で時間のズレを吸収・調整をするために一時的に情報を記憶する装置や記憶領域のこと。
データ構造的にいえばキューやスタックという、情報を一時的に蓄える記憶領域などは、「緩衝領域」と呼ばれることが多い。
例としては次のようなものがある。
- 汎用ロジックICなどでの1ビットから数ビット単位の時間差の吸収（緩衝）
- ビデオカードのフレームバッファ
- ハードディスクのドライブ（トラック）緩衝域
- MS-DOSのセクタ緩衝域
- プリンタ緩衝域(1980年代には、マイコン工業(株)からバッファ容量6K,12K,24K文字に応じプリンタバッファDEB-006,-012,-024がそれぞれ13万9000円、16万9800円、22万9800円で発売され、(株)アイエスエーから容量62KbyteのプリンタバッファHS-2900が68,000円で発売されていた[6])
- インターネット上のストリーミング配信の緩衝域

## 電気信号の整形・増幅回路
電気信号の整形・増幅回路の例としては次のようなものがある。
- バス・バッファ：コンピュータの内部配線での整形・増幅回路
- スリー・ステート・バッファ："0"、"1"、ハイインピーダンスの3種類の出力状態をとるデジタル信号の整形・増幅回路

## スリップ
パルス列の一部が消失又は重複伝送される現象。一般に受信した信号の位相変動を位相同期用バッファメモリによって吸収できない場合に発生する。

## 脚註

### 註釈
1. ↑  
元々は物理的な衝撃を吸収して和らげる緩衝器の意味である。この言葉が計算機など情報処理機器の中で電気的に似たような働きをする部分に対して用いられている。